# Liste der Feldmarschälle Österreich-Ungarns
Der Feldmarschall war in der k.u.k Armee im Ersten Weltkrieg von 1915 bis 1918 der höchste militärische Rang oder Dienstgrad der k.u.k. Generalität. Der Rang wurde mit Auflösung der Armee 31. Oktober 1918 bzw. der Demobilisierung 11. November hinfällig. Wobei die Rangfolge lautete Generalmajor, Feldmarschallleutnant (General-Oberstabsarzt bzw. Chefauditor), General der Infanterie (General der Kavallerie, Feldzeugmeister), Generaloberst und Feldmarschall.
| \| Dienstgrad \| \| \| \| niedriger: k.u.k. Generaloberste (ab 1913) \| k.u.k. Feldmarschall \| höher: keiner \| |                      |               |
| Dienstgrad |                      |               |
| niedriger: k.u.k. Generaloberste (ab 1913)                                                                       | k.u.k. Feldmarschall | höher: keiner |

Siehe auch

## Zur Funktion des Titels
Dieser höchste Rang der k.u.k. Generalität war schon im Kaisertum Österreich nur ausnahmsweise an besondere Kriegshelden verliehen worden. Mit Schaffung der Doppelmonarchie 1867 gab es 3 Feldmarschälle, um die Jahrhundertwende gab es keinen Ranginhaber mehr, nach der Katastrophe von Solferino waren auch keine militärischen Großerfolge mehr zu verzeichnen gewesen. Erst im Ersten Weltkrieg wurde der Posten wieder besetzt, und 1915 auch der Posten eines Generalobersts als zweithöchster Rang geschaffen.
In den Endphasen des Krieges gab es dann bis zu 7 kommandierende Feldmarschälle. Der Titel wurde mit Auflösung der Armee 31. Oktober 1918 bzw. der Demobilisierung 11. November hinfällig.
Der Titel wurde auch Monarchen anderer Mächte im Rahmen von Militärkooperationen verliehen, umgekehrt waren einige österreichisch-ungarische Offiziere auch Feldmarschälle anderer Staaten, also prinzipiell kommandobefugt (was der Unterstellung von Truppenkontingenten im gemeinsamen Kampf dienen sollte, ohne diese direkt einem Truppenführer der befreundeten Nation unterzuordnen).
Der Kaiser bekleidete automatisch den Rang eines Feldmarschalls und trug auch immer die entsprechende Uniform.

## Liste der Feldmarschälle
Die Liste der Feldmarschälle Österreich-Ungarns enthält Generale der Gemeinsamen k.u.k Armee, die zum Feldmarschall (Abkürzung FM) ernannt – oder befördert wurden bzw. diesen Generalsrang zeitweilig innehatten.

Miterwähnt werden in dieser Liste auch die entsprechenden Rangestitel ausländischer Mächte.
Ernennung: Rangdaten (in Klammern Beförderungsdatum)
bis: sortierbar nach tatsächlichem militärischem Kommando (mit Anmerkungen)
Funktion: ab der Ernennung; dann folgende Funktionen bis Kriegsende
Alle Daten (außer Lebensdaten) nur Monarchiezeit
| Ernennung                                                                     | bis                                                                                     | Name                                                                                | geb.          | gest.         | Amt/Militärische Verwendung |
| ----------------------------------------------------------------------------- | --------------------------------------------------------------------------------------- | ----------------------------------------------------------------------------------- | ------------- | ------------- | --- |
| 15. Juli 1859 (12. Juli; ↑ FZM)                                               | 1860 (→ schon 1860 Gardeposten)                                                         | Heinrich Hermann Joseph Freiherr von Hess                                           | 17. März 1788 | 13. Apr. 1870 | Kapitän der ungar. Trabantenleibgarde |
| 4. Apr. 1863 (↑ Gen.d.Kav.); 3. Jul. 1874 russ. GFM, 27. Sep. 1893 preuß. GFM | †                                                                                       | Erzherzog Albrecht Friedrich Rudolf von Österreich-Teschen                          | 3. Aug. 1817  | 18. Feb. 1895 | Generalinspektor der k.u.k. Armee |
| 19. Okt. 1867 (↑ Gen.d.Kav.)                                                  | (→ schon 1860 in Karenz)                                                                | Edmund Leopold Friedrich Fürst Schwarzenberg                                        | 18. Nov. 1803 | 17. Nov. 1873 | o.F. |
| 27. Feb. 1895 preuß. GFM                                                      | 21. Nov. 1916 †                                                                         | Franz Joseph von Österreich (als Kaiser Franz Joseph I.)                            | 18. Aug. 1830 | 21. Nov. 1916 | Kaiser und apostol. König, etc. |
| 4. Mai 1900 (Uniform; ↑ Gen.d.Kav.); 22. Februar 1917 auch Großadm.           | (9. Nov. 1918 Abdankung)                                                                | Friedrich Wilhelm Viktor von Hohenzollern (als Kaiser Wilhelm II.)                  | 27. Jan. 1859 | 4. Juni 1941  | Deutscher Kaiser, König von Preußen (preuß. GFM, brit. Flottenadm. u. FM, bayr. GFM) |
| 1. Mai 1904 (Uniform)                                                         | †                                                                                       | Albert Eduard von Windsor (als König Eduard VII.)                                   | 9. Nov. 1841  | 6. Mai 1910   | König von Großbritannien und Irland, Kaiser von Indien, etc. (1875 brit. FM u. 1887 Flottenadm.) |
| 8. Dez. 1914 (↑ Gen.d.Inf.; 15. Nov. 1908 preuß. GFM)                         | 11. Feb. 1917 (↓ 11. Feb. 1917 zur Disposition)                                         | Erzherzog Friedrich Maria Albrecht von Österreich-Teschen                           | 4. Juni 1856  | 30. Dez. 1936 | Oberkommandierender der Streitkräfte Österreich-Ungarns; 2. Dez. 1916 Stellvertreter |
| 20. Jan. 1916                                                                 | (3. Okt. 1918 Abdankung)                                                                | Ferdinand Maximilian Karl Prinz von Sachsen-Coburg und Gotha (als Zar Ferdinand I.) | 26. Feb. 1861 | 14. Aug. 1948 | Zar der Bulgaren (7. Jan. 1916 bulg. GFM, 18. Jan. 1916 preuß. GFM) |
| 23. Nov. 1916 (↑ Gen.-Ob.)                                                    |                                                                                         | Erzherzog Eugen Ferdinand Pius von Österreich-Teschen                               | 21. Mai 1863  | 30. Dez. 1954 | Kommandant der Heeresgruppe Tirol; Kommandant der Südwestfront |
| 25. Nov. 1916 (↑ Gen.-Ob.; 26. Nov. 1916 preuß. GFM)                          | 14. Juli 1918 (2. Dez. 1916–1. Mär. 1917 o.F; ↓ 14. Jul. 1918 d.Postens enth., → Garde) | Franz Xaver Conrad von Hötzendorf                                                   | 11. Nov. 1852 | 25. Aug. 1925 | Chef des Generalstabs; 1. Mär. 1917 Kommandant der Heeresgruppe Conrad (Tirol/Südwestfront); danach Jul. 1918 Oberst sämtlicher Garden |
| 5. Nov. 1917 (↑ Gen.-Ob.)                                                     | 11. Nov. 1918                                                                           | Alexander Freiherr von Krobatin                                                     | 12. Sep. 1849 | 27. Dez. 1933 | Kommandant der 10. k.u.k Armee (Isonzo); 26. Okt. 1918 Kommandant der Heeresgruppe Tirol |
| 5. Aug. 1917 (↑ Gen.-Ob.)                                                     | (Apr. 1918 – Herbst 1918 ohne Verw.)                                                    | Hermann Albin Josef Baron Kövess von Kövessháza                                     | 30. März 1854 | 22. Sep. 1924 | Kommandant 7. k.u.k. Armee (Galizien); 15. Jan. 1918 Kommandant der Heeresgruppe Ukraine (1. u. 7. k.u.k. Armee); Herbst 1918 Kommandant der Heeresgruppe am westlichen Balkan; 3. Nov. 1918 Oberkommandierender der Streitkräfte Österreich-Ungarns |
| 9. Feb. 1918 ({30. Jan. ↑ Gen.-Ob.)                                           | (→ Garde)                                                                               | Franz Josef Karl Baron Rohr von Denta                                               | 27. Jan. 1852 | 23. Juni 1926 | Kommandant 1. k.u.k. Armee (Rumänien); danach Kapitän der ungar. Trabantenleibgarde |
| 31. Jan. 1918 (↑ Gen.-Ob.)                                                    | 16. Mai 1918 (↓ 16. Mai 1918 abgelöst)                                                  | Eduard Freiherr von Böhm-Ermolli                                                    | 21. Feb. 1856 | 9. Dez. 1941  | Oberkommandierender der Ukraine (Ostfront) |
| 1. Feb. 1918 (31. Jan., ↑ Gen.-Ob.)                                           |                                                                                         | Svetozar Boroëvić von Bojna                                                         | 13. Dez. 1856 | 23. Mai 1920  | 5. k.u.k. Armee (Isonzoarmee) |
| 19. Mai 1918                                                                  | 3. Juli 1918 †                                                                          | Ghazi Mohammed Reschad Osmanoğlu (als Sultan Mohammed V.)                           | 3. Nov. 1844  | Juli 1918     | Großsultan des Osmanischen Reiches und Kalif der Osmanen (1. Feb. 1916 preuß. GFM) |
| 20. Okt. 1918 (↑ Gen.-Ob.)                                                    | (→ glztg. Politik)                                                                      | Erzherzog Josef August Viktor von Österreich                                        | 7. Aug. 1872  | 6. Juli 1962  | kaiserl. Stellvertreter in Ungarn (homo regius) |